# Orix Corporation

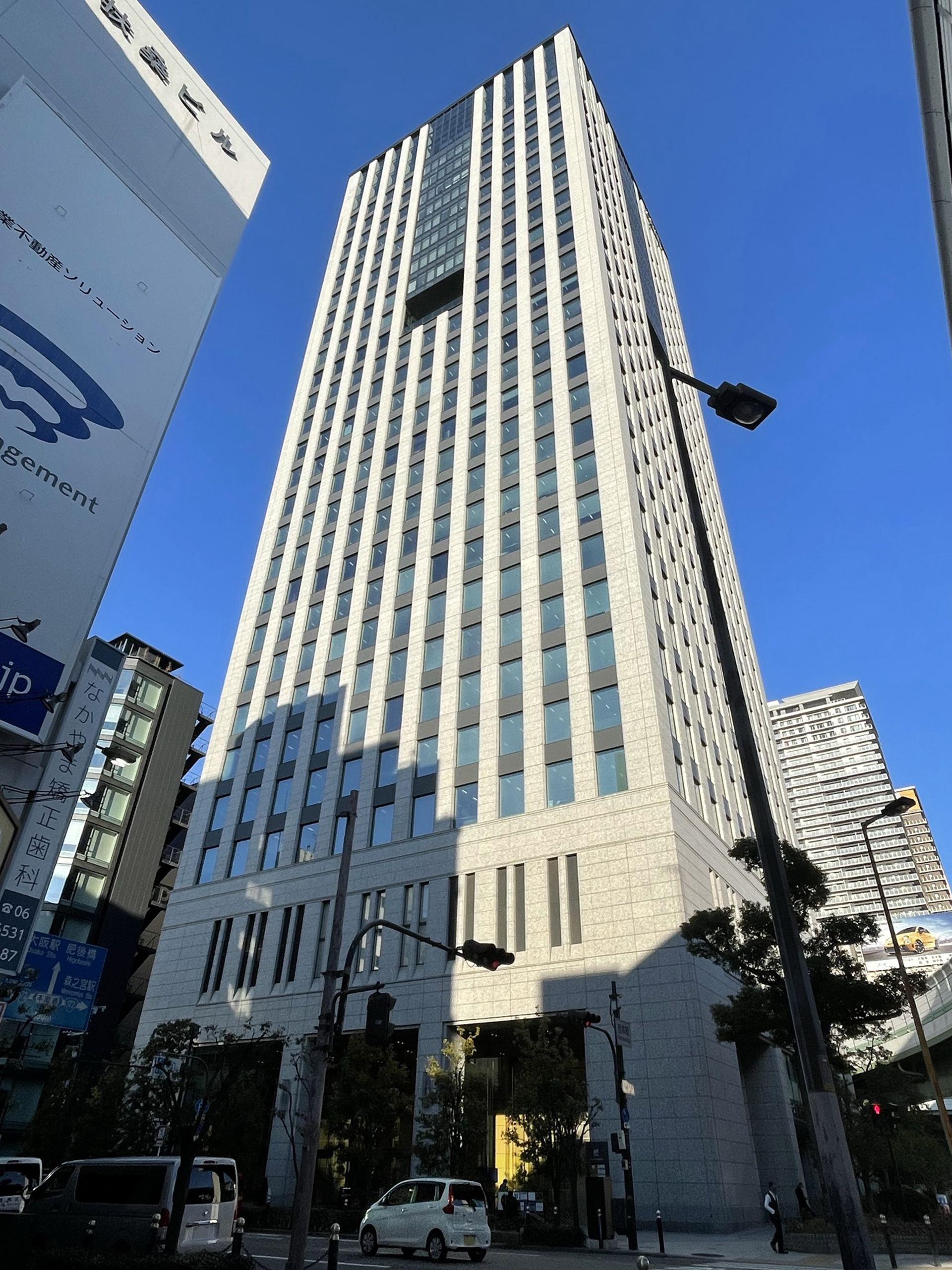
Orix hoofdkantoor in Osaka

Orix Corporation is een gediversificeerde financiële dienstverlener. Het bedrijf werd op 17 april 1964 opgericht onder de naam Orient Leasing. In 1989 werd de naam gewijzigd in Orix Corporation. De hoofdkantoren staan in Osaka en Tokio in Japan. In 2013 heeft Orix de Nederlandse beleggingsmaatschappij Robeco overgenomen van de Rabobank.

## Activiteiten
Orix Corporation is een financieel dienstverlener, opgericht in 1964 in Osaka en is beursgenoteerd. Het concern is actief in ongeveer 30 landen en heeft ruim 31.000 medewerkers. De organisatie begon met leasingactiviteiten, maar heeft dit uitgebreid met aanverwante diensten. De huidige activiteiten van ORIX's omvatten naast leasing andere financiële diensten voor bedrijven (corporate financial services), waaronder leningen en onderhoud van lease-auto's, alsook verhuuractiviteiten, onroerend goed, levensverzekeringen, bankieren en ook dochterbedrijven die zich toeleggen op energie en het milieu. Orix heeft sinds 2000 ook een kleine vermogensbeheeractiviteit.
Medio februari 2013 werd bekend dat Orix de vermogensbeheerder Robeco over zou nemen, met uitzondering van de bankactiviteiten. Orix betaalde € 1,94 miljard (¥ 240 miljard) voor een 90%-belang in Robeco aan de verkopende aandeelhouder Rabobank. Rabo hield een belang van 9,9% in Robeco en kreeg een belang van 2% in aandelen Orix. Op 1 juli 2013 werd de overname van Robeco definitief. Per eind december 2012 telde Robeco 1507 medewerkers in 15 landen. In oktober 2016 kocht Orix de laatste aandelen Robeco in handen van Rabobank. In 2017 werd de naam Robeco Groep NV veranderd in ORIX Corporation Europe NV.
In augustus 2018 maakte Orix bekend een aandelenbelang van 30% te nemen in de Ierse vliegtuigleasemaatschappij Avalon. Verkoper van het belang ter waarde van US$ 2,2 miljard is het Chinese conglomeraat HNA Group. Orix is sinds 1978 actief op dit gebied en richtte in 1991 ORIX Aviation op eveneens gevestigd in Ierland. ORIX  Aviation heeft meer dan 200 vliegtuigen in eigendom of beheer en doet zaken met 70 luchtvaartmaatschappijen in 30 landen. Avalon werd in 2010 opgericht. Het had per 30 juni 2018 een vloot van 890 vliegtuigen onder beheer waarvan 532 in eigendom. Het is de op twee na grootste vliegtuigleasemaatschappij ter wereld.
In december 2020 kocht Orix een aandelenbelang van 80% in het Spaanse bedrijf Elawan Energy. Elawan is actief in de groene energiesector met de ontwikkeling, bouw en exploitatie van wind- en zonne-energieprojecten. Via dochterbedrijf ORIX Corporation Europe N.V. neemt 80% van de aandelen over. Elawan werd in 2007 opgericht en de oprichters, Acek Renewables, Clearwind en bestuursvoorzitter Dionisio Fernandez, houden de rest van de aandelen.  Elawan is in 2020 actief in 14 landen met het zwaartepunt in Europa, maar ook met projecten in Noord- en Zuid-Amerika. De transactie zal in het 2e kwartaal van 2021 worden afgerond.

## Resultaten
In de figuur hieronder een overzicht van de belangrijkste resultaten van de groep. Het boekjaar van Orix loopt van 1 april tot en met 31 maart, het jaar 2020 heeft betrekking op de periode van 1 april 2019 tot en met 31 maart 2020. In 2020 werd 38% (2013: 27%) van de winst behaald buiten de Japanse thuismarkt.
| Boekjaar | Omzet          | Nettoresultaat | Aantal werknemers |
| -------- | -------------- | -------------- | ----------------- |
| 2010     | ¥ 891 miljard  | ¥ 40 miljard   | 17.725            |
| 2015     | ¥ 2174 miljard | ¥ 235 miljard  | 31.035            |
| 2016     | ¥ 2369 miljard | ¥ 260 miljard  | 33.333            |
| 2017     | ¥ 2679 miljard | ¥ 273 miljard  | 34.835            |
| 2018     | ¥ 2863 miljard | ¥ 313 miljard  | 31.890            |
| 2019     | ¥ 2435 miljard | ¥ 324 miljard  | 32.411            |
| 2020     | ¥ 2280 miljard | ¥ 303 miljard  | 31.233            |
| 2021     | ¥ 2293 miljard | ¥ 192 miljard  | 33.153            |
| 2022     | ¥ 2520 miljard | ¥ 312 miljard  | 32.235            |